# Fred Hirsch
Fred Hirsch (Viena, 6 de julio de 1931-Warwickshire, 10 de enero de 1978) fue un economista austríaco y profesor de estudios internacionales en la Universidad de Warwick.

## Biografía
Nació en Viena. En 1934, después de la guerra civil austríaca, su familia emigró a Gran Bretaña. Hirsch se graduó con primeros honores de clase de la Escuela de Londres de Economía en 1952 antes de trabajar como periodista financiero en The Banker y The Economist (1963-1966). Fue uno de los principales asesores del Fondo Monetario Internacional entre 1966 y 1972, dónde  trabajó en problemas monetarios internacionales.
Posteriormente, pasó dos años como investigador en el Nuffield College en Oxford, de 1972 a 1974, donde comenzó a trabajar en su libro The Social Limits to Growth (RKP, 1977), habiendo escrito previamente The Pound Sterling: A Polemic (V Gollancz , 1965), Money International (Allen Lane, The Penguin Press, 1967), Newspaper Money: Fleet Street y The search for the affluent reader (Hutchinson, 1975). En 1975 se incorporó a la Universidad de Warwick como profesor de Estudios Internacionales. Un año después desarrolló una esclerosis lateral amiotrófica, que le provocó la muerte el 10 de enero de 1978.